# Eckernförde
Eckernförde é uma cidade da Alemanha localizada no distrito de Rendsburg-Eckernförde, estado de Schleswig-Holstein .